# Aleksandr Vulfov
Aleksandr Mikhailovich Vulfov (tiếng Nga: Александр Михайлович Вульфов; sinh ngày 7 tháng 2 năm 1998) là một cầu thủ bóng đá người Nga thi đấu cho FC Kazanka Moskva.

## Sự nghiệp câu lạc bộ
Anh có màn ra mắt tại Giải bóng đá chuyên nghiệp quốc gia Nga cho FC Kazanka Moskva vào ngày 11 tháng 8 năm 2017 trong trận đấu với FC Kolomna.